# Комілла
Комілла (бенг. কুমিল্লা) — мегаполіс на берегах річки Ґомті у східному Бангладеш. Комілла була одним із міст стародавньої Бенгалії. Колись була столицею королівства Трипура. Аеропорт Комілла розташований у районі Дуліпара міста Комілла, хоча наразі його замінює зона експортної обробки Комілла (EPZ). Комілла-Сіті — це головний міський район, відокремлений від інших районів. Наземний порт Бібір Базар розташований на відстані 5 км від міста Комілла. Площа Комілла-Сіті становить 53,04 кв. км, тому навколишні райони головного міста підпадають під юрисдикцію міської адміністрації. Території за межами міста вважаються передмістями, населенням передмість близько 600 000 осіб.

## Історія

### Антична епоха

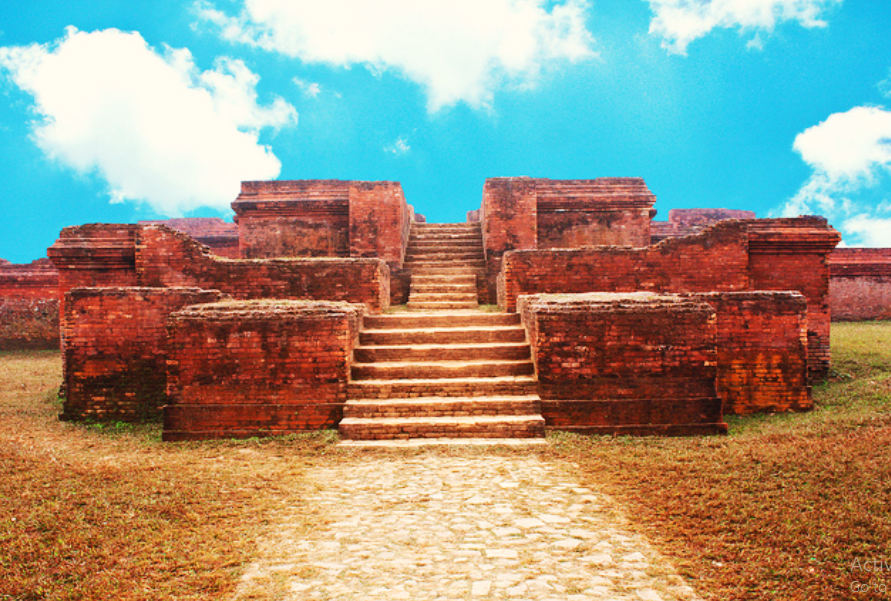
Шалабан Біхар свідчить про вік Комілли.

Район Комілла був під правлінням Гангарідая та Саматати в стародавній період. Цей регіон потрапив під правління царів Харікели в IX столітті нашої ери. Лалмай Майнаматі (тогочасна назва) правили династія Дева (VIII ст. н. е.) і династія Чандра (протягом X-го та сер. XI-го ст. н. е.). У 1732 році він став центром підтримуваного Бенгалією домініону Джагат Манік'я.
Селянський рух проти короля Тріпури в 1764 році, який спочатку очолив Шамшера Газі, є помітною історичною подією в Коміллі. Вона перейшов під владу Ост-Індської компанії в 1765 році. Як район Тріпура була створена в 1790 році. У 1960 році район перейменували на Комілла. Частини цього району Чандпур і Брахманбарія були відокремлені в окремі райони в 1984 році.

### Британська епоха

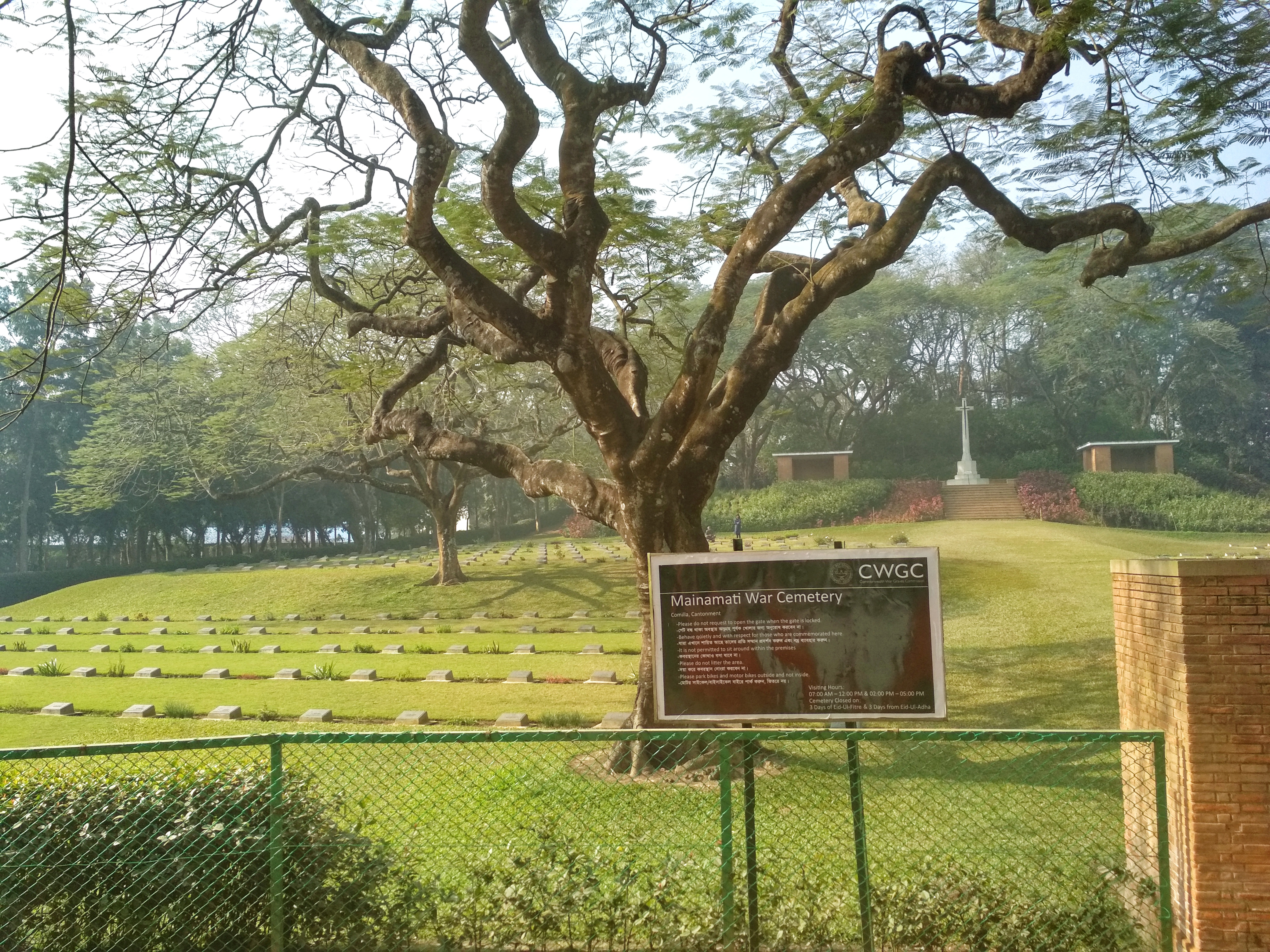
Кладовище Другої світової війни в Майнаматі.

Громадська напруга поширилася на Коміллу, коли мусульманин був застрелений у місті під час поділу Бенгалії в 1905 році. 21 листопада 1921 року Казі Назрул Іслам створював патріотичні пісні та намагався пробудити городян, протестуючи проти візиту принца Уельського до Індії. У цей час Авай Ашрам, як революційна установа, відіграв значну роль. Коміллу тоді відвідали поет Рабіндранат Тагор і Махатма Ганді. У 1931 році приблизно 4000 селян у селі Мохіні в Чауддаграм Упазіла повстали проти податку на землю. Солдати британських гуркхів без розбору стріляли по натовпу, убивши чотирьох людей. У 1932 році на великому селянському зібранні поліція обстріляла Хаснабада з Лаксам Упазіла. Двоє людей загинули, багато поранено. Державний коледж Комілла Вікторія в місті був названий на честь королеви Вікторії. Основне значення контексту полягає в тому, що люди Комілли завжди підтримували добрі стосунки та гармонію з іншими.

### Друга світова війна
Комілла Кантонмент є важливою та найстарішою військовою базою у Східній Бенгалії. Він широко використовувався британсько-індійською армією під час Другої світової війни. Тут був штаб британської 14-ї армії. У Коміллі є військове кладовище Maynamati War Cemetery, яке було засноване після Другої світової війни, щоб пам’ятати про солдатів союзників, які загинули під час Першої та Другої світових війн, переважно з держав Співдружності та Сполучених Штатів. Там же поховано кілька японських солдатів часів Другої світової війни.

### Визвольна війна Бангладеш

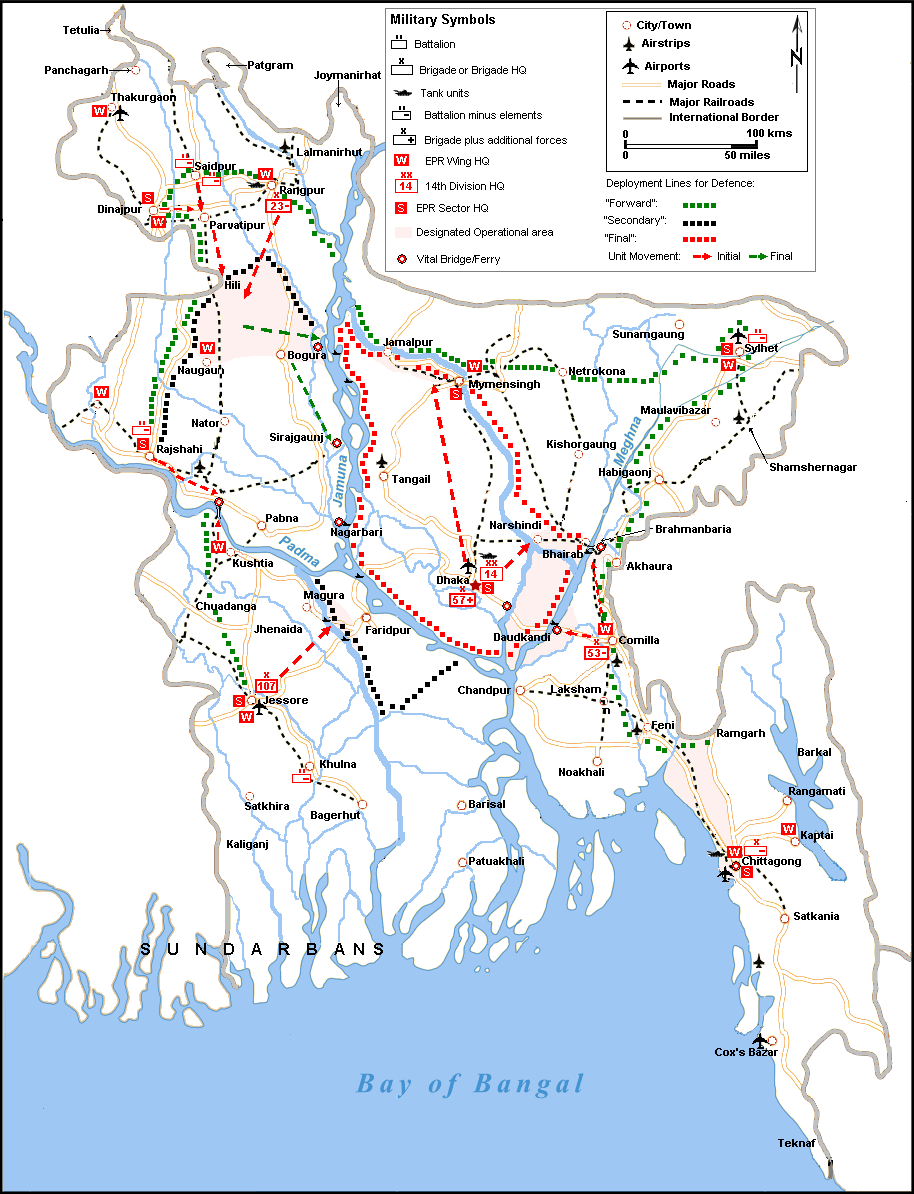
План Східного командування Пакистану щодо оборони Східного Пакистану з 1967 по 1971 рік (загальне представлення — дислокація деяких підрозділів не показана).

Під час війни за звільнення Бангладеш пакистанська армія створила 39-ту спеціальну дивізію з підрозділів 14-ї дивізії, дислокованих у цих областях, для утримання районів Комілла та Ноакхалі, а 14-й дивізії було поставлено завдання захищати лише райони Силхет і Брахманбарія. 93 000 військовослужбовців пакистанської армії беззастережно здалися силам Об'єднаної коаліції 16 грудня 1971 року. Цей день і подія вшановується як Bijoy Dibos (бенг. বিজয় দিবস в Бангладеш.

## Географія

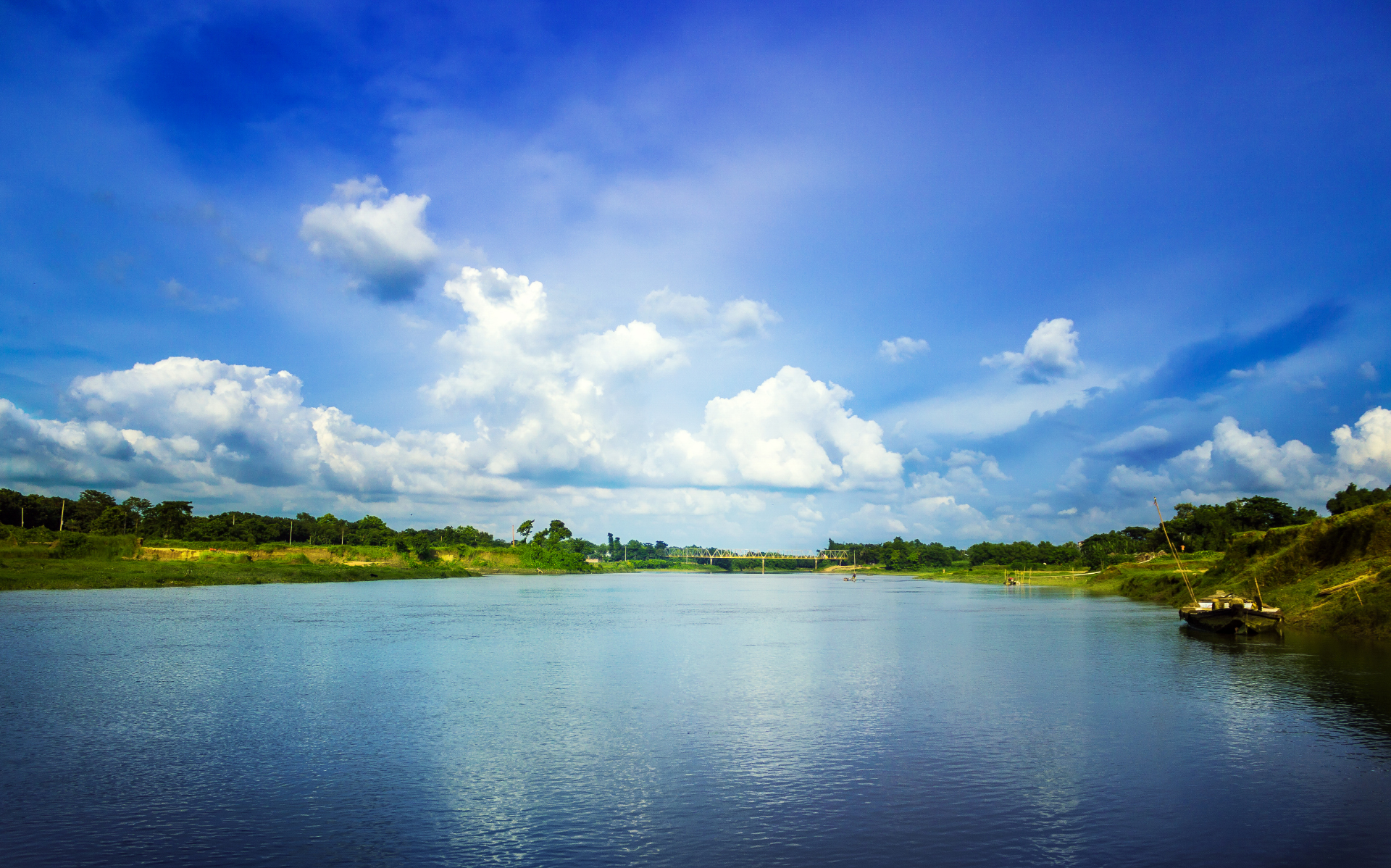
Річка Гомті, Комілла

Комілла межує з Бурічанг Упазіла і Тріпура на півночі, Лаксам і Чауддаграм на півдні та Барура Упазіла на заході. Основні річки, що протікають через Коміллу – річку Гомоті і Малий Фені. Тропік Рака перетинає місто Комілла з південного боку, відразу над мостом Томсом.

## Пам'ятки
Комілла має ряд туристичних визначних пам'яток. Різноманітні археологічні реліквії, виявлені в окрузі, особливо з VII-VIII століть, зараз зберігаються в музеї Майнаматі. У Коміллі є військове кладовище Другої світової війни, яке охороняється та підтримується Комісією з військових могил Співдружності.

## Спорт
Comilla Victorians — це професійна команда з крикету, що базується в Коміллі, і є найуспішнішою в Прем'єр-лізі Бангладеш.

## Адміністрація
Comilla контролюється Comilla City Corporation. Має 27 адміністративних частин.

### Околиці
Це околиці Комілла:
- Багмара
- Бара Пара
- Белгар
- Адра (північ)
- Адра (південь)
- Біджойпур
- Чапапур
- Дурловпур
- Чуара
- Галіара
- Пурба Джорекаран
- Пахім Джорекаран
- Перул (північ)
- Перул (південь)

| Релігії в Comilla City Corp. (2022) | Релігії в Comilla City Corp. (2022) | Релігії в Comilla City Corp. (2022) | Релігії в Comilla City Corp. (2022) | Релігії в Comilla City Corp. (2022) |
| ----------------------------------- | ----------------------------------- | ----------------------------------- | ----------------------------------- | ----------------------------------- |
| Релігії                             |                                     |                                     | Відсоток                            |                                     |
| Іслам                               | Іслам                               |                                     | 91.96%                              | 91.96%                              |
| Індуїзм                             | Індуїзм                             |                                     | 7.75%                               | 7.75%                               |
| Інші                                | Інші                                |                                     | 0.29%                               | 0.29%                               |

Згідно з результатами перепису 2022 року, Комілла мала 101 245 домогосподарств із населенням 440 233 особи. Дітей до 10 років було 17,63%. Комілла мала рівень грамотності 87,28% для тих, хто досяг 7 років і старше, а співвідношення статей становило 100,68 чоловіків на 100 жінок.

## Транспорт

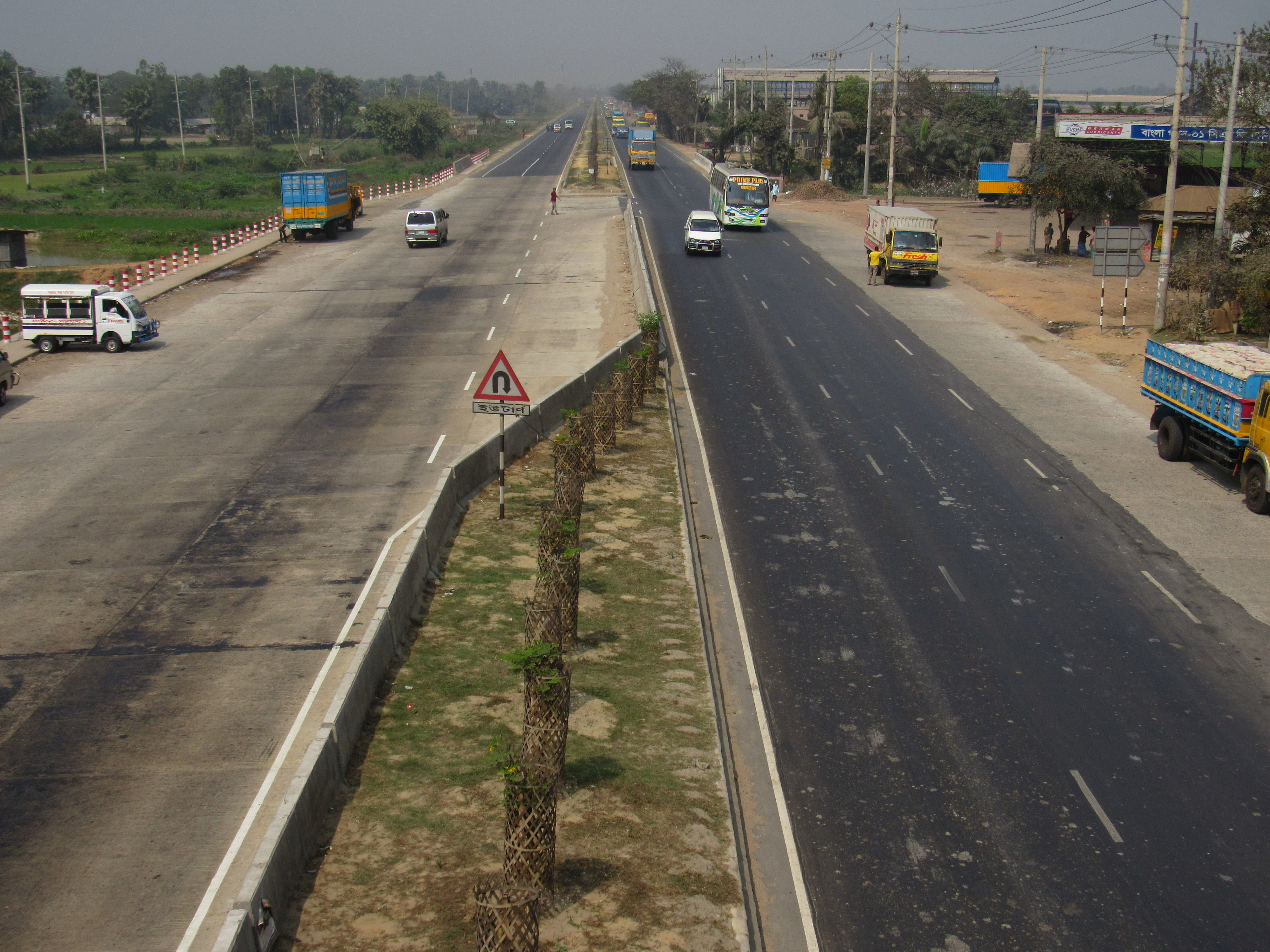
Шосе Дакка-Чіттагонг, Комілла

### Автошляхи
Через місто проходить одна з найстаріших магістралей індійського субконтиненту — The Grand Trunk Road. Автошлях Дакка–Чіттагонг огинає місто від адміністративної частини до Шуагаджі через Подуар Базар.

### Залізниця
Комілла є сусіднім містом для Лакшам Джанкшн і Акхаура. Залізничне сполучення доступне до Дакки, Читтагонга, Брахманбарії та Силхета.

## Освіта
Рада середньої та вищої середньої освіти відповідає за проведення державних іспитів (JSC, SSC та HSC) у Коміллі та п’яти сусідніх округах.

## ЗМІ
Щоденні газети, що публікуються в Коміллі – Comillar Kagoj, Daily Amader Comilla, Shiranam і Rupasi Bangla, заснована в 1972 році. Amod, заснована в 1955 році, є найстарішою щотижневою газетою міста.